# 豊川順彌
豊川 順彌（とよかわ じゅんや、1886年10月 - 1965年3月7日）は、日本の自動車先駆者。日本で初めて乗用車の本格的な生産を行った。

## 生涯

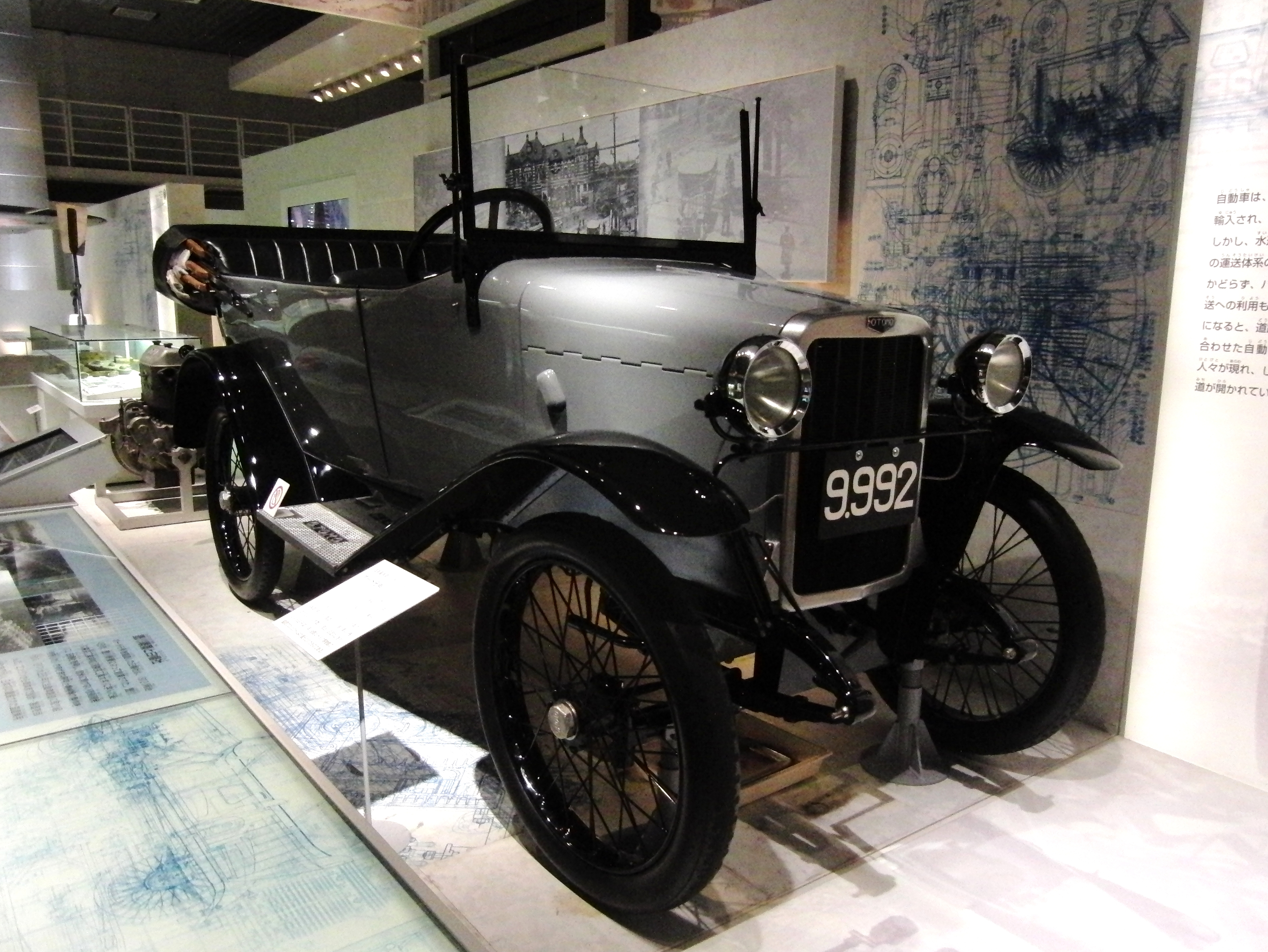
オートモ号（復元）。国立科学博物館の展示。

三菱財閥の重役であった豊川良平の長男として東京市本郷に生まれた。父方の祖父・小野篤治は三菱の創業者である岩崎弥太郎の母・美和及び美和の姉で岡本寧浦の妻・ときの兄弟である。
幼い頃から機械に興味を持ち、父親の紹介で海軍工廠・陸軍造兵廠・造船所・鉱山などを見学して歩いた。1907年（明治40年）に東京高等工業学校（現・東京工業大学）に入学したが画一的な教育になじめず中退、1912年に自らの工場「白楊社」を設立する。1915年に視察・研究目的で渡米、帰国後に自動車製造に取り掛かり、同じく東京高等工業出身の弟・豊川二郎、後に「日本内燃機」を設立する蒔田鉄司らの優秀な人材を集め、研究・試作を続けた。1921年（大正10年）に空冷780 ccと水冷1,610 ccの2種類の「アレス号」の試作を完成させた。
当時はまだ世界的にも珍しかった空冷アレス号は1924年（大正13年）、豊川家の先祖の姓「大伴」と'Automobile'をかけて「オートモ号」と改称され、発売された。オートモ号は東京 - 大阪間40時間ノン・ストップ走行の成功、東京・洲崎で行われた自動車レースに唯一の国産車として出走し、予選1位、決勝2位の好成績を収めるなど、その高性能と信頼性を大いにアピール、販売面でも女優の水谷八重子らをモデルに起用したカタログを作るなどの努力を行い、日本製乗用車として初めてまとまった数が生産されることとなり、1927年（昭和2年）までに約300台が生産され、上海へ輸出もされた。
しかし、当時日本に工場を建設してノックダウン生産を開始したフォードやシボレーには価格面でも性能面でも歯が立たず、1927年に白楊社は解散、順彌自身は自宅に「豊川研究所」を作り、自動車や歯車の研究を続け、第二次世界大戦中は中島飛行機の顧問も勤めた。
1965年3月7日、78歳で没した。
妻の孝は神田乃武の三女である。鹿村美久は義兄。